# Angamiana
Genre
Angamiana est un genre de cigales originaires de l'Asie du Sud-Est.

## Description
Dans sa publication de 1890, William Distant définit comme suit le genre Angamiana : 

« Corps robuste et allongé, large et quelque peu plat. Petite tête, ainsi que les yeux plutôt plus étroit que le pronotum et plus étroit que la base du mesonotum ; ocelles plus éloignés des yeux que les uns des autres ; face convexe, légèrement proéminent au dessus. Pronotum avec les marges latérales et postérieures très larges, les marges latérales fortement amplifiées et vaguement angulée. Fémur intérieur distinct et très épineux. Tympans couverts, opercules larges, obtus, sans atteindre le milieu de l’abdomen. Tegmina avec le troisième apical plus ou moins réticulée (veines), nombreuses zones apicales, généralement douze ou treize. »

## Liste des espèces
Selon GBIF (15 mai 2024) :
- Angamiana aetherea Distant, 1890
- Angamiana floridula Distant, 1904
- Angamiana fuscula (Chou & Yao, 1986)
- Angamiana masamii Boulard, 2005
- Angamiana melanoptera Boulard, 2005
- Angamiana vemacula (Chou & Yao, 1986)
- Angamiana yunnanensis (Chou & Yao, 1986)

## Classification
Le nom valide complet (avec auteur) de ce taxon est Angamiana Distant, 1890,.
Angamiana a pour synonymes :
- Agamiana Distant, 1890
- Agaminana Distant, 1890
- Proretinata Chou & Yao, 1986

### Publication originale
- (en) W. L. Distant, « Description of a new genus of the Homopterous family Cicadidæ », Annals and Magazine of Natural History, Londres, Taylor & Francis, vol. 5, no 27,‎ mars 1890, p. 234–235 (ISSN 0374-5481, OCLC 1481361, DOI 10.1080/00222939009460819, lire en ligne).